# Стокхолмска школа
Стокхолмска школа е слабо организирана група от шведски икономисти, които са работили заедно в Стокхолм, Швеция основно през 1930-те години.
По едно и също време заедно с Кейнсианската школа, но независимо от нея, достига до определени изводи в областта на макроикономиката и теориите за търсенето и предлагането. Също като Кейнс шведските икономисти са вдъхновени от работата на Кнут Виксел – шведски икономист, работил в началото на 20 век.